# Monument 3 de La Venta
Le monument 3 est une tête colossale olmèque, découverte sur le site de La Venta au Mexique en 1940.

## Caractéristiques
Le monument 3 est une sculpture de basalte, mesurant 1,98 m de hauteur pour 1,6 m de largeur et 1 m de profondeur ; elle pèse 12,8 t.
La sculpture ne semble pas terminée et est de plus fortement érodée par les éléments, rendant son analyse difficile. Elle représente une tête humaine, surmontée d'un coiffe qui atteint les cils mais dont les détails sont effacés par l'érosion. Une sangle descend devant chacun des oreilles, jusqu'à la basse du monument. Les oreilles portent de grands anneaux plats qui recouvrent ces sangles. Bien que la plupart du visage soit effacé, les plis de l'arête du nez sont toujours visibles, une caractéristique commune à la plupart des autres têtes colossales olmèques, qui froncent les sourcils.

## Historique
La fabrication d'aucune tête colossale n'a pu être datée avec précision. Toutefois, sur le sie de San Lorenzo, l'enterrement des têtes a pu être daté d'au moins 900 av. J.-C., leur fabrication et leur utilisation étant antérieures. On estime qu'elles dateraient de l'époque préclassique de la Mésoamérique, probablement du début de cette époque (1500 à 1000 av. J.-C.).
Quatre têtes colossales ont été découvertes sur le site olmèque de la Venta : la première, le monument 1, dans le complexe B au sud de la Grande Pyramide, sur une esplanade incluant plusieurs autres sculptures ; les trois autres le long d'une ligne est-ouest dans le complexe I, au nord du site, orientées vers le nord à l'opposé du centre de la ville à 0,9 km au nord du monument 1. Le monument 3 se situe alors à quelques mètres à l'est du monument 2.
En 1940, un garçon local guide l'archéologue américain Matthew Stirling jusqu'au trois têtes nord alors qu'il excave le monument 1. Le monument 3 est trouvé dans son contexte original, daté par carbone 14 entre 1000 and 600 av. J.-C.
La tête n'est plus sur le site : elle est exposée dans le parc-musée La Venta à Villahermosa, capitale du Tabasco.